# ضرعاء متناسقة

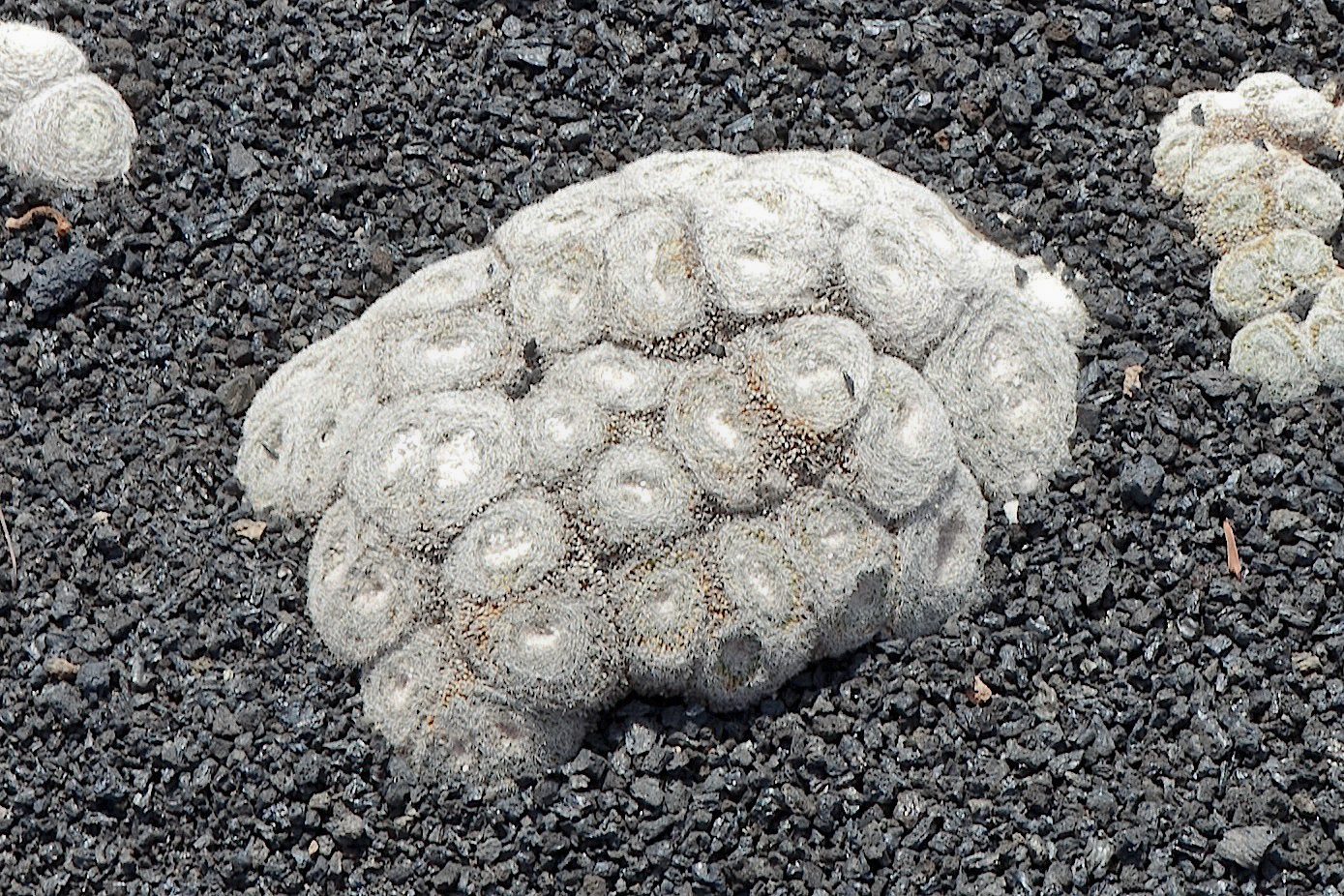

ضرعاء متناسقة (الاسم العلمي:Mammillaria formosa) هو نوع من النباتات يتبع جنس الضرعاء من الفصيلة الصبارية.